# Кузнецов, Сергей Егорович
Серге́й Его́рович Кузнецо́в (1915—1944) — красноармеец Рабоче-крестьянской Красной Армии, участник Великой Отечественной войны, Герой Советского Союза (1943).

## Биография
Сергей Кузнецов родился в 1915 году в селе Чемодановка Городищенского уезда Пензенской губернии (ныне — Бессоновский район Пензенской области). После окончания начальной школы работал в колхозе. В 1940 году был призван на службу в Рабоче-крестьянскую Красную Армию. С июня 1941 года — на фронтах Великой Отечественной войны.
К сентябрю 1943 года красноармеец Сергей Кузнецов был пулемётчиком 1664-го истребительно-противотанкового артиллерийского полка 40-й армии Воронежского фронта. Отличился во время освобождения Полтавской области Украинской ССР. 12 сентября 1943 года Кузнецов участвовал в отражении немецкой контратаки в районе села Калиновщина Гадячского района, одним из первых поднявшись в атаку и лично уничтожив несколько десятков солдат и офицеров противника.
Указом Президиума Верховного Совета СССР от 23 октября 1943 года за «образцовое выполнение боевых заданий командования и проявленные при этом мужество и героизм» красноармеец Сергей Кузнецов был удостоен высокого звания Героя Советского Союза с вручением ордена Ленина и медали «Золотая Звезда» за номером 2111.
14 октября 1944 года Кузнецов погиб в бою на территории Львовской области. Похоронен на Холме Славы во Львове.

## Награды

Бюст на аллее Героев в Бессоновке. На табличке неверное отчество и год смерти.

- Медаль «Золотая Звезда» Героя Советского Союза
- орден Ленина
- орден Отечественной войны 1-й степени.

## Увековечение памяти
- Бюст Сергея Кузнецова установлен на аллее Героев в селе Бессоновка Бессоновского района Пензенской области. При этом на табличке указано неверное отчество (Павлович) и дата смерти (1943 вместо 1944).
- Именем Сергея Кузнецова названа одна из центральных улиц в селе Чемодановка Бессоновского района Пензенской области.